# Poly-Olbion

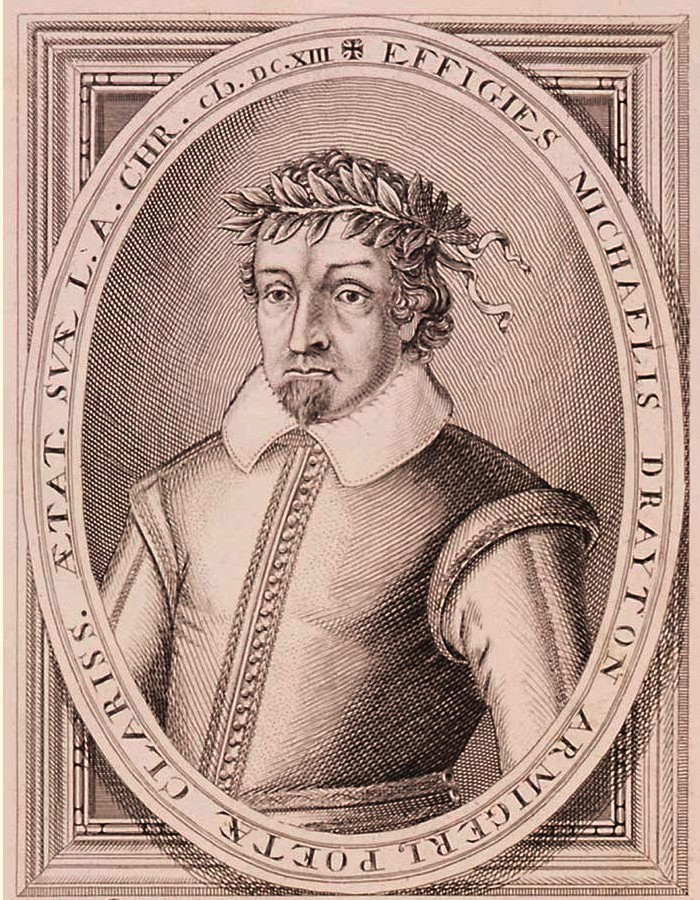
Michael Drayton, miedzioryt

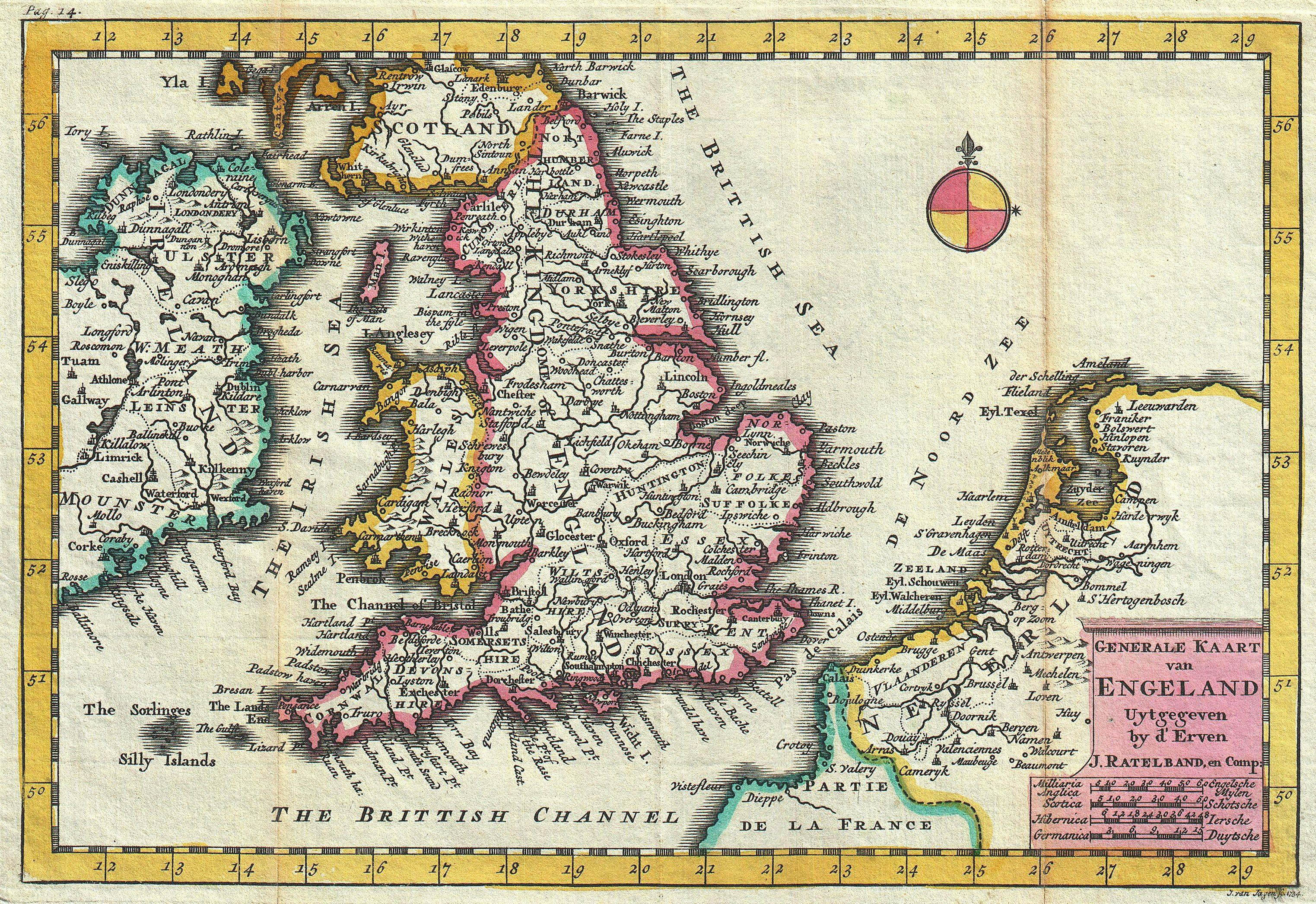
Dawna mapa Anglii i Walii

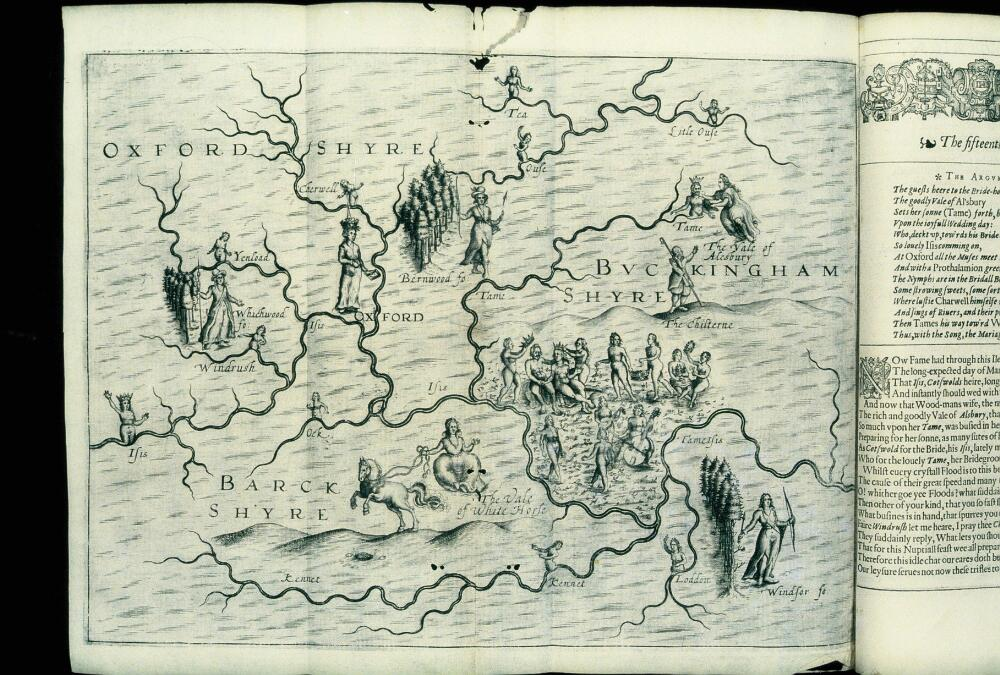
Oxfordshire, Buckinghamshire i Berkshire. Mapa w poemacie Poly-Olbion

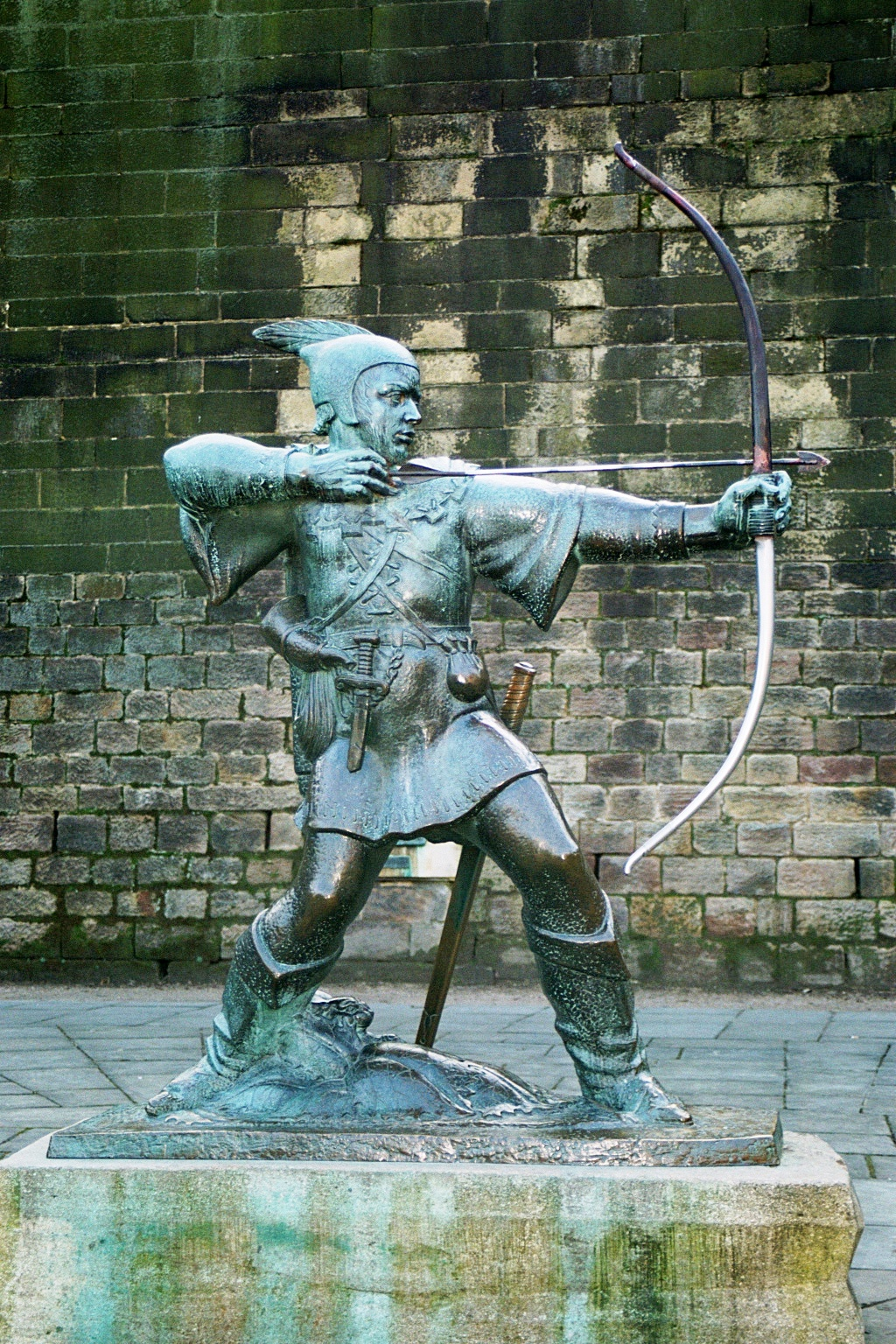
Pomnik Robin Hooda w Nottingham

Poly-Olbion – poemat opisowy angielskiego poety Michaela Draytona, opublikowany po raz pierwszy w 1612 i wydany w pełnej wersji 1622.

## Forma
Utwór jest napisany parzyście rymowanym aleksandrynem, czyli dwunastozgłoskowym jambicznym sześciostopowcem ze średniówką po sylabie szóstej. Liczy około trzydziestu tysięcy wersów. Forma poematu uchodzi za dość monotonną. W przeciwieństwie do pentametru jambicznego sześciostopowiec - poza strofą spenserowską - jest używany w literaturze angielskiej bardzo rzadko. W XIX wieku posłużył się nim w poemacie Fifine at the Fair Robert Browning.

To grace his goodly Queen, Tames presently proclaims,
That all the Kentish Floods, resigning him their names,
Should presently repaire unto his mighty Hall,
And by the posting Tides, towards London sends to call
Cleere Ravensburne (though small, remembred them among)
At Detford entring. Whence as down she comes along,
She Darent thither warnes: who calles her sister Cray,
Which hasten to the Court with all the speed they may.
And but that Medway then of Tames obtain'd such grace,
Except her country Nymphes, that none should be in place,
More Rivers from each part, had instantly been there,
Then at their Marriage, first, by Spenser numbered were.

## Treść
Poly-Olbion jest poematem opisowym, przedstawiającym geografię Anglii i Walii. Zalicza się do najobszerniejszych dzieł wierszowanych, jakie kiedykolwiek napisano po angielsku. Motywem organizującym opis jest przedstawianie rzek. Prezentowanie topografii angielskich i walijskich hrabstw jest połączone z przywoływaniem dziejów Anglii i Walii, w tym także ich legend. Jakkolwiek poemat należy do najważniejszych dzieł poezji angielskiej, nie cieszy się zainteresowaniem ze strony współczesnych czytelników. Strona tytułowa oryginalnego wydania przedstawia upersonifikowaną Brytanię w sukni, pokrytej obrazami angielskich i walijskich rzek, jak również czterech wodzów, którzy w ciągu wieków zdobywali wyspę: Brutusa Trojańczyka, Juliusza Cezara, Hengesta i Wilhelma Zdobywcy. Wśród historycznych opowieści przekazanych przez Draytona znalazła się też historia Robin Hooda:

In this our spacious Isle, I thinke there is not one,
But he hath heard some talke of him and little Iohn;
And to the end of time, the Tales shall ne’r be done,
Of Scarlock, George a Greene, and Much the Millers sonne,
Of Tuck the merry Frier, which many a Sermon made,
In praise of Robin Hood, his Out-lawes, and their Trade.

Zobacz też: The Barons' Wars

## Opracowania
Monografię eposu napisała Sara Trevisan. Artykuły na jego temat pisali między innymi Stella P. Revard i William H. Moore. O formie wersyfikacyjnej utworu pisał Parker Duchemin.